# Livoberežna (stanice metra v Kyjevě)
Livoberežna (ukrajinsky Лівобережна, Livoberežna) v doslovném překladu Levobřežní je stanice kyjevského metra na Svjatošynsko-Brovarské lince.

## Charakteristika
Stanice je nadzemní, její ostrovní nástupiště měří 100 metrů. Stanice se nachází za Rusanivským metromostem na levém břehu Dněpru. Stanice je podobná stanicím Hidropark a Darnycja.
Stanice má dva východy, první ústí do ulice Černihivské a druhý na pěší zónu. Východy jsou s nástupištěm propojeny schodištěm.